# 오히라 마사요시
오히라 마사요시(일본어: 大平 正芳, 1910년 3월 12일 ~ 1980년 6월 12일)는 일본의 정치인이며, 1978년부터 1980년 자신의 사망까지 제68·69대 내각총리대신을 지냈다.  그는 임기 중에 사망하는 데 가장 최근의 일본 총리대신이다.

## 초기 생애와 교육
가가와현 미토요군 와다정 (오늘날 간온지시)에서 태어난 오히라 마사요시는 농가에서 셋째 아들이었다.  그의 부친은 자신이 거의 교육을 받지 않았어도 지방 마을 회의에 연루되었다.
오히라는 8명의 형제·자매가 있었으나 슬프게도 그들 중 2명은 매우 어린 시절에 사망하였다.  자신의 가족이 중산 계급으로 숙고되었어도 그의 부모는 그들의 6명의 자녀들을 지원하는 데 열심히 일했다.  어린 마사요시는 가끔 그들의 부업을 도왔다.
16세때 오히라는 장티푸스에 걸려 매우 아프다가 죽을 뻔했다.  이 경험은 그 무렵에 그가 기독교인이 되는 것으로 이끌었다.
1933년 23세의 나이에 오히라는 2개의 장학금을 얻었다.  이것은 그가 경제학을 전공했던 도쿄 상과 대학 (오늘날 히토쓰바시 대학)에서 수학하는 데 허용하였다.  1936년 졸업 후, 그는 대장성에 가입하였다.  거기서 그는 이후에 총리가 될 이케다 하야토에게 측근이 되었다.
제2차 세계 대전이 일어난 동안 오히라는 지속적으로 대장성에서 일하였다.  전쟁 후, 이케다가 대장대신 (1949년-1952년)이 되었을 때 오히라는 그의 비서관을 지냈다.

## 정치 경력
1952년 당시 이케다 대장대신의 권유로 오히라는 중의원 선거에 출마하기로 결정하였다.  그는 일본 국회의 중의원에 의석을 얻었다.  그는 총10회나 이 직위로 선출되었다.  처음에 그는 자유당을, 그러고나서 자유민주당을 대표하였다.
1957년까지 이케다가 총리대신이 되는 노력을 하는 데 준비하면서 오히라는 이케다의 "굉지회"를 창조하는 도움을 주었다.  그는 이케다의 신임된 조력자였다.  그는 선거를 위하여 이케다가 연설과 계획들을 쓰는 도움을 주었다.

## 당수가 되며
1960년 이케다 하야토는 총리대신이 되었다.  이것은 대규모 시위들에 이어 기시 노부스케가 사임 후에 일어났다.  훈련된 경제학자와 이케다의 신임한 팀의 일원으로서 오히라는 소득 배증 계획으로 불린 계획을 창조하는 도움을 주었다.  이 계획은 일본이 성장하는 그 경제에 전념하는 도움을 주었고 매우 성공적이 되었다.
1962년부터 1964년까지 오히라는 이케다의 외무 대신을 지냈다.  이 역할에서 그는 1965년 일본이 대한민국과 관계를 향상시키는 것으로 이끈 중요한 회담들을 관리하였다.  1964년 이케다가 사망한 후, 오히라는 그의 정치 단체의 리더십을 차지하였다.
오히라는 자유민주당 안에서 매우 중요한 인물이 되었다.  그는 후쿠다 다케오 총리와 종종 동의하지 않았다.  1968년부터 1970년까지 오히라는 사토 에이사쿠 총리 아래 통상산업대신이었다.  
1972년 오히라는 자유민주당의 당수가 되려고 했으나 이기지 못했다.  그러고나서 그는 새로운 당수가 된 다나카 가쿠에이를 지지하였다.  오히라는 자신이 1974년 중순까지 보유했던 다나카의 첫 외무대신으로 만들어졌으며 그해 9월 다나카 총리와 함께 중화인민공화국을 방문하여 양국간 국교 수립을 이끌었다.  1974년 7월 그는 대장대신이 되었다.

### 대한민국과의 관계
1962년 외무대신으로 재직할 당시 한국과의 국교 수립 교섭과정에서 중앙정보부의 김종필 중정부장과의 두 차례 회담을 통해 최대 난제중의 하나인 한국의 대일청구권과 관련해서 "김종필·오히라 메모"라는 문서를 작성하여 회담 타결의 돌파구를 찾아내기도 하였다.

## 일본의 총리대신

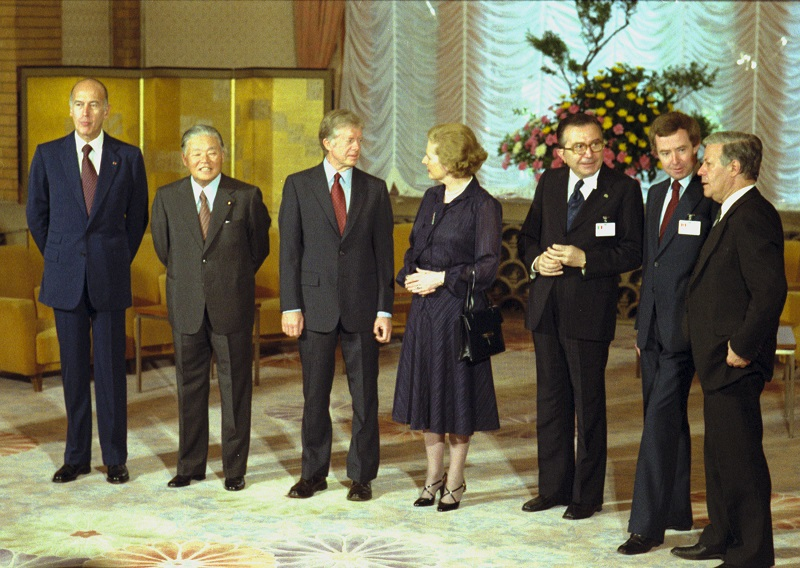
1979년 도쿄에서 G7 정상 회의를 주최한 오히라 총리 (왼쪽에서 두번째)

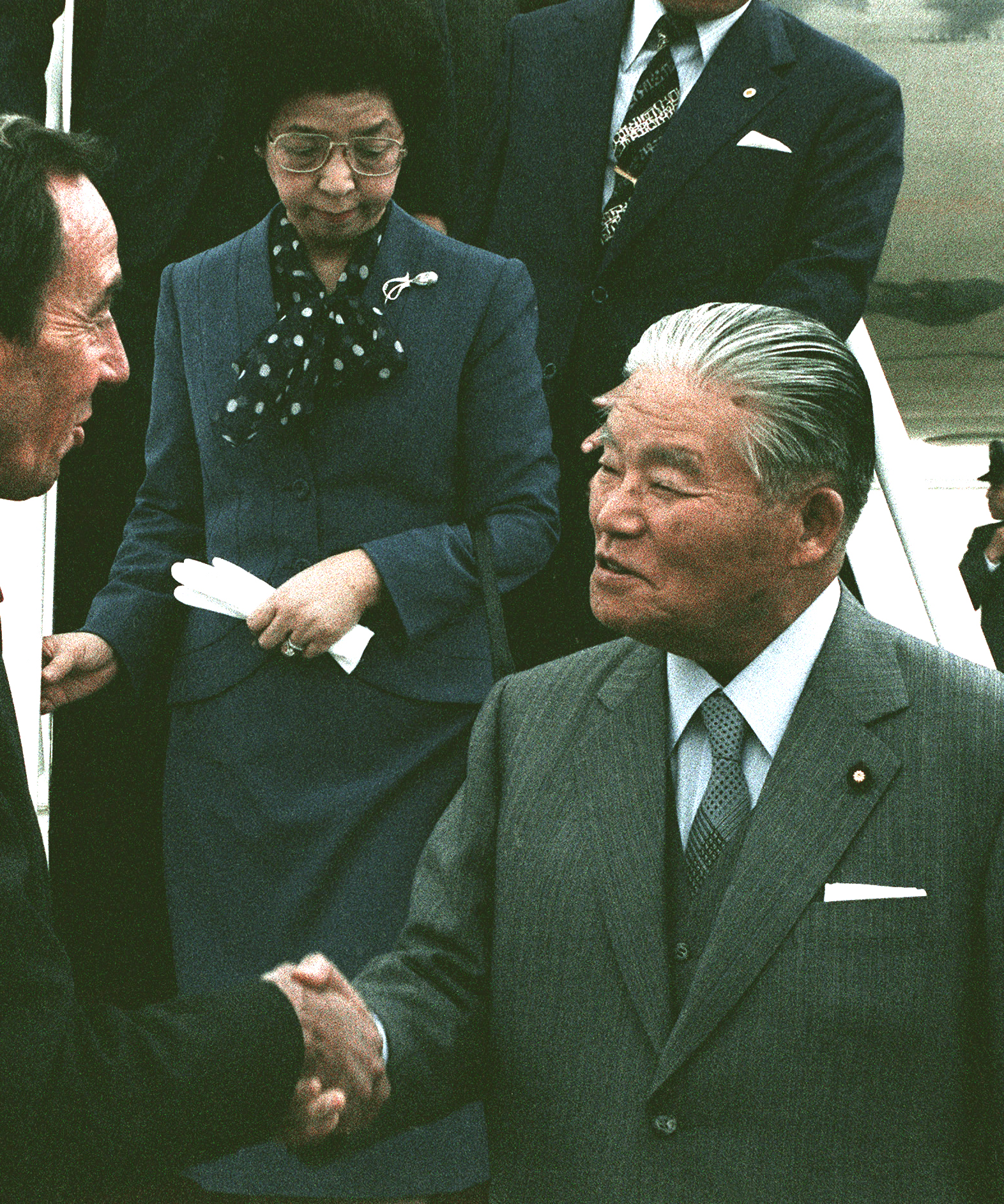
미국 방문시 앤드루스 공군 기지에서 (1980년 1월 1일)

1978년 후순에 오히라는 자유민주당 총재로 선출되었다.  그해 12월 7일 그는 일본의 제68대 총리대신이 되어 자신의 장기적 정치 라이벌 후쿠다 다케오로부터 그 직을 차지하였다.
오히라는 일본의 역대 총리대신 중에 그 직을 보유하는 데 6번째 기독교인이었다.
1979년 총선에서 자유민주당은 의석의 확실한 다수를 확보하지 않았다.  하지만 국회의 충분한 무소속 의원들이 당에 입당하였다.  이것은 오히라가 직무에 남아있오록 허용하였고 그는 그해 11월 9일 총리대신으로서 재임명되었다.
1980년 5월 16일 국회에서 불신임 투표가 열렸다.  이 투표는 국회 의원들이 더 이상 총리대신의 리더십에 믿음을 가지지 않는 것을 의미한다.  오히라는 그 동의안이 부결될 것으로 예상하여 그는 그것이 통과되었을 때 매우 놀랐다.  후쿠다를 포함한 그의 자유민주당의 많은 당원들은 투표하지 않았다.  
사임 혹은 새로운 선거를 위하여 요구가 주어진 오히라는 새로운 선거들을 요구하는 데 선택하였다.  그는 자유민주당 후보들을 위한 캠페인을 하기 시작하였다.  하지만 그는 5월 31일 피로로 인해 병원에 입원하였다.  그의 병원에 입원한 것에 대해 자민당내 반주류파(反主流派) 인사인 나카가와 이치로가 "건강 문제를 일으킨 오히라 총리가 이탈리아 베네치아에서 열릴 예정인 주요 선진국 정상 회의의 참석이 어렵다는 것을 이유로 총리직 사퇴를 결정 해야 한다"라고 발언한 것을 시작으로, 또 다른 반주류파 인사인 고모토 도시오는 오히라의 완쾌를 빈다고 말하면서도 "주요 선진국 정상회의 참석 문제는 빨리 결정 해야 한다"는 기자 회견에서 이렇게 밝혀 은근히 오히라 퇴진을 요구하는 등 반주류파의 일부에서 총리 퇴진의 목소리가 높아졌다. 오히라는 이런 자신의 파벌(오히라派)에 속한 일부 의원들의 퇴진을 요구하는 행동을 보며 크게 격노했고, 6월 12일 오전 5시 54분경 급성 심근경색으로 사망하고 말았다.

## 개인 생활과 신앙
1937년 오히라는 스즈키 시게코에게 결혼하여 슬하 3남 1녀를 두었다.  그는 다카마쓰 상업 단과 대학 (오늘날 다카마쓰 경제학 단과 대학)에서 수학한 동안 기독교인이 되었다.  그는 당시 정식으로 특정한 기독교 단체에 가입하지 않았다.  하지만 일부 소식통은 그가 1970년대에 성공회의 일원이었다는 것을 말한다.

## 같이 보기
- 제1차 오히라 내각
- 제2차 오히라 내각
- 이케다 하야토
- 다나카 가쿠에이
- 박정희
- 김종필
- 한일 기본 조약